# وزغ ورقي موريتزي
وزغ ورقي موريتزي (الاسم العلمي: Saltuarius moritzi) هو نوع من الزواحف يتبع جنس الوزغ الورقي من الفصيلة الوزغية.